# Кангилиннгуит
Кангилиннгуит (гренл. Kangilinnguit, в старой орфографии — Kangilínguit; также Грённедаль — дат. Grønnedal) — посёлок и военно-морская база в коммуне Сермерсоок в юго-западной Гренландии. В посёлке 176 обитателей (данные января 2005 года), значительная часть которых (примерно 65) является датским военно-морским персоналом из штаб-квартиры островного командования Гренландии. Посёлок расположен в устье фьорда Арсук.

## История
Посёлок был основан как база ВМФ США «Green Valley» во время второй мировой войны, предназначенная для защиты Ивиттуута, где добывался стратегически важный криолит. В 1951 году ВМФ США передал базу ВМФ Дании. В годы «холодной войны» база использовалась противолодочными кораблями НАТО, следившими за советскими подводными лодками в Северной Атлантике.
В середине 1990-х ВМФ Дании решил сэкономить средства, переведя большинство персонала островного командования «Гренландии из изолированного Грённедаля в столицу Гренландии Нуук или в датский Орхус. Гренландскому правительству, однако, удалось пролоббировать сохранение статус-кво, так как наличие военно-морской базы стимулирует местную экономику.
В соответствии с «Соглашением по обороне Дании в 2010—2014 годах», принятым датским парламентом 24 июня 2009 года, в Островное командование «Гренландия» должно влиться (практически нефункционирующее) Островное командование «Фарерские острова». В настоящее время неизвестно, сохранит ли объединённая структура название Островное командование «Гренландия», или изменит его на что-нибудь вроде Командование «Северная Атлантика».